# Théâtre de l'Esprit frappeur
Le Théâtre de l'Esprit frappeur est une compagnie de théâtre fondée à Bruxelles en 1963 par Albert-André Lheureux. Dès le milieu des années soixante, il fut salué tant par la critique que par la profession ou le public pour l'audace de ses mises en scène et pour la modernité qu'il apportait à la scène bruxelloise. 

## Lieux
Celui-ci investit d'abord la cave de ses parents, rue Josaphat, où il présenta des spectacles expérimentaux dans des dispositifs scéniques sans cesse réadaptés.
Dans un deuxième temps, il occupa la Rotonde du Botanique, rue Royale, avec des spectacles de grande envergure.
En 1983, le Théâtre de l'Esprit frappeur s'installe à l'athénée Robert Catteau (dans l'actuelle Salle des fêtes) dans le centre-ville de Bruxelles, pour représenter La Salle des Profs de Liliane Wouters.

## Adresse
- rue Josaphat 28, 1030 Schaerbeek